# Редулешть (Яломіца)
Редулешть, Редулешті, Бразій (рум. Rădulești) — село у повіті Яломіца в Румунії. Входить до складу комуни Редулешть.
Село розташоване на відстані 42 км на північний схід від Бухареста, 82 км на захід від Слобозії, 114 км на південний схід від Брашова.

## Населення
За даними перепису населення 2002 року у селі проживали 1119 осіб, з них 1117 осіб (99,8%) румунів. Рідною мовою 1117 осіб (99,8%) назвали румунську.